# Dreye
Dreye est un village de la commune belge de Villers-le-Bouillet située en Région wallonne dans la province de Liège.
Avant la fusion des communes de 1977, Dreye faisait partie de la commune de Warnant-Dreye.

## Situation
Ce petit village de Hesbaye se situe dans un vallon formé par le ruisseau de Dreye, un affluent de la Mehaigne. Il avoisine les villages de Vieux-Waleffe, Vaux, Warnant, Fumal, Pitet et Fallais. Il est longé à l'ouest par la route nationale 64 Huy-Hannut.
L'église est ouverte tous les dimanches de 10h à 16h.
Patrimoine 
Construite sur une hauteur, l'actuelle église Saint Pierre date de 1852. Elle remplace un édifice de 1736 dont il subsiste le linteau daté. La paroisse de Dreye est très ancienne. Une église était déjà mentionnée dès 1140. Elle jouxte le cimetière ceint d'un vieux mur de pierre calcaire.
Le village possède d'anciennes fermes en carré comme la ferme de Chantraine dont l'origine remonte au XVe siècle ainsi que deux anciens moulins à eau.

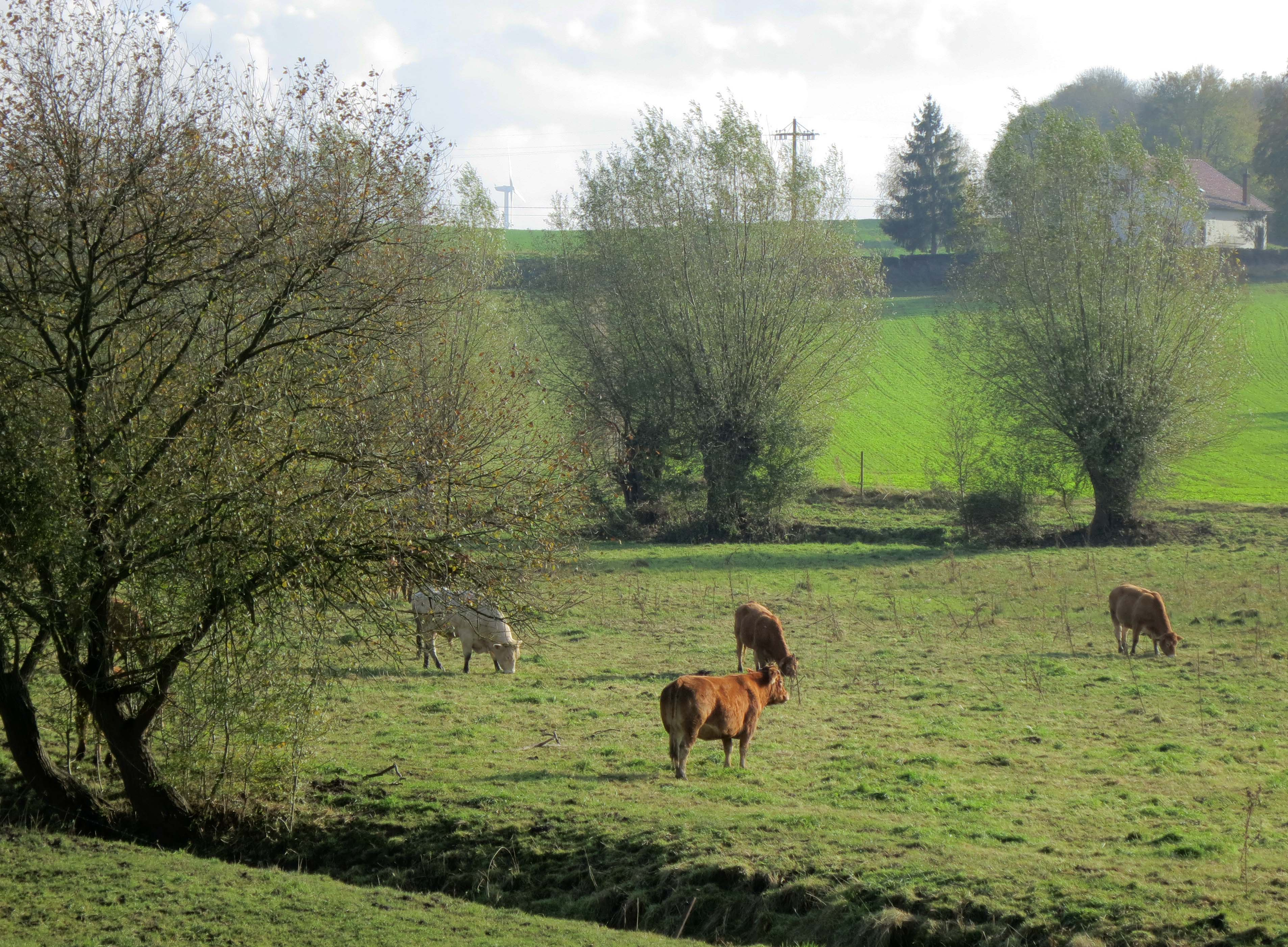
Campagne de Dreye